# Electra (película)
Electra (Ἠλέκτρα) es una película griega de 1962 basada en la tragedia homónima, escrita por Sofocles.
Los roles estelares recayeron en Irene Papas, en el papel de Electra, y Guiannis Fertis (Γιάννης Φέρτης: n. 1938) en el de Orestes. 
La película contó con la dirección de Michael Cacoyannis, constituyendo la primera parte de su trilogía de tragedias griegas, que sería continuada con Las troyanas (1971) e Ifigenia (1977).

## Premios
El filme ganó el premio a la mejor adaptación cinematográfica en la edición de 1962 del Festival de Cannes. También fue candidato a un Oscar a la mejor película extranjera.